# Ahmad Sawqi

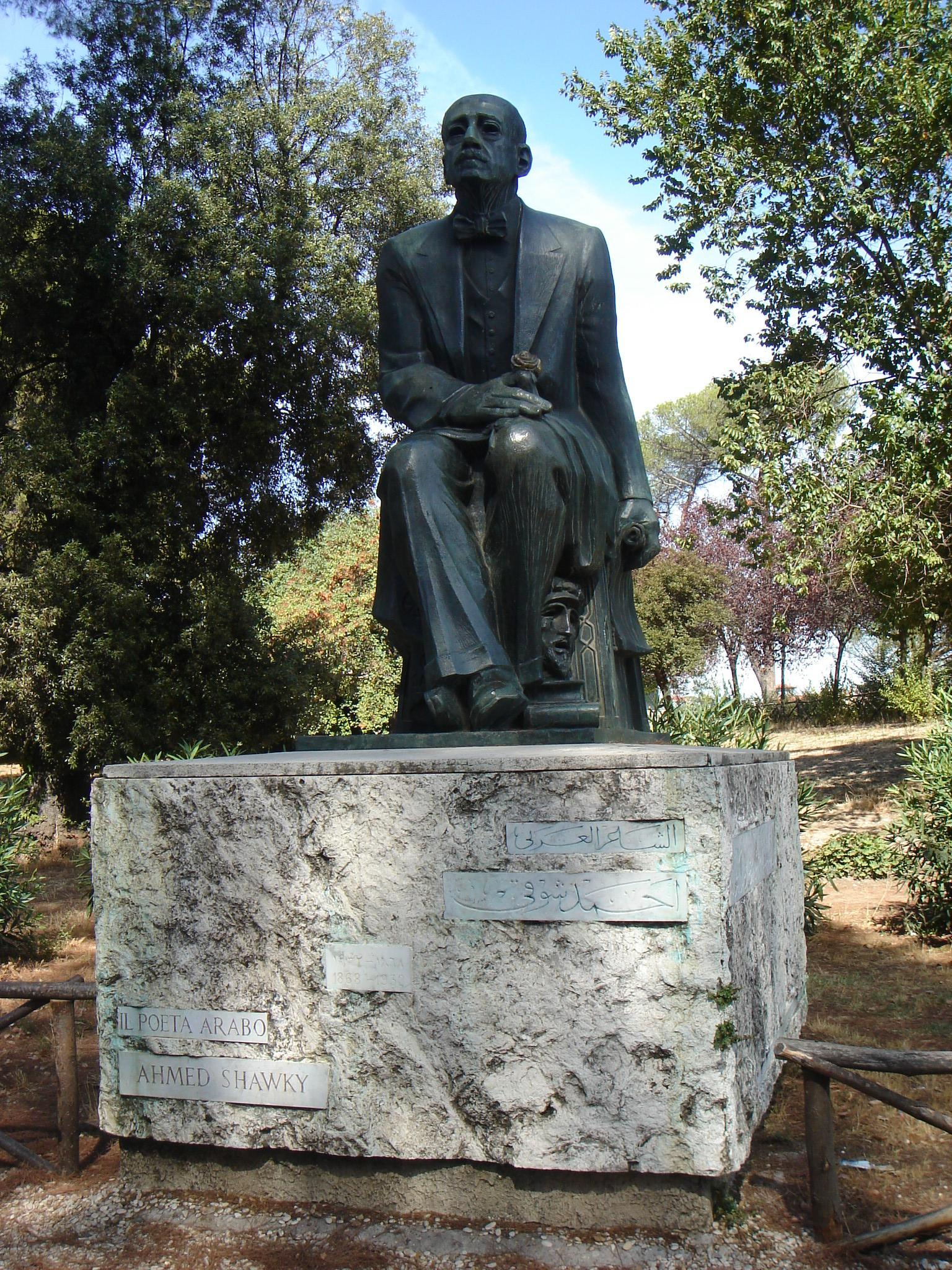
Monument a Ahmad Sawqi a la Villa Borghese

Ahmad o Ahmed Shawqi o Chawqi (àrab: أحمد شوقي, Aḥmad Xawqī) (el Caire, 1868 - 23 d'octubre de 1932) fou un poeta i dramaturg egipci.

## Biografia
Nascut al Caire, Ahmed Chawqi va créixer en un entorn cosmopolita: la seua família (d'origen kurd i txerqués per part de pare, però turc i grec per part materna) era influent i es trobava en bones relacions amb la cort del khediv d'Egipte. Després de graduar-se feu estudis jurídics i obtingué un títol de traductor. Li oferiren un lloc en la cort del khediv Abbàs Hilmí II i hi acceptà. Després d'un any en aquest lloc fou enviat a prosseguir els estudis de dret durant tres anys a França, al principi a la Universitat de Montpeller i després en la Sorbona de París. Allí fou molt influït pel teatre clàssic francés (sobretot Molière i Jean Racine), i també vestigis de les Rondalles de Jean de la Fontaine apareixen en les seues obres. Es llicencia en dret al 1893 i torna a Egipte al 1894. Hi exercí una gran influència cultural fins a 1914, quan les autoritats britàniques el bandejaren pel seu independentisme proper al panarabisme; llavors marxa a l'estat espanyol, on viu més de quatre anys, fins a 1920. Hi escrigué poemes malenconiosos sobre el seu país que alhora al·ludien als vestigis àrabs de l'Àndalus.
Al 1920 torna per segona vegada a Egipte i al 1927 és coronat amir aix-xuarà (àrab: أمير الشعراء, amīr ax-xuʿarāʾ, literalment ‘príncep dels poetes’) en reconeixement de la seua considerable aportació a la literatura àrab, en la qual se'l considera introductor del gènere èpic o epopeia amb una sobre la història de l'islam titulada Els estats àrabs i la gent valerosa de l'islam (àrab: دول العرب وعظماء الاسلام, Duwal al-ʿarab wa-ʿuẓamāʾ al-islām). Abans del seu desterrament visqué a Al-Matariyyah, en una casa que anomenada «El vinyer d'Ibn Hani» i després es construí una casa a Guiza, «El nou vinyer d'Ibn Hani».
Fou el primer autor àrab que escrigué teatre poètic: cinc tragèdies i dues comèdies; i diversos volums de poesia i prosa. La seua obra se sol dividir en tres períodes. El primer abasta la seua estada en la cort del kediv, el seu viatge a França i la primera tornada. El segon comprén l'exili a l'estat espanyol i el tercer comença amb el seu segon retorn a Egipte fins a la seua mort; en aquest període abunda la temàtica religiosa. També en aquesta època produí la majoria de les peces teatrals.

## Obres

### Teatre
- Tragèdies:
  - مجنون ليلى, Majnūn Laylà, ‘Majnun Layla’.
  - مصرع كليوبترا, Maṣraʿ Kilyūbatrā, ‘La mort de Cleòpatra’, la seva obra més cèlebre.
  - عنترة, ʿAntara, ‘Àntara’, inspirada en la llegenda àrab d'Àntara.
  - علي بك الكبير, ʿAlī Bak al-Kabīr, ‘Alí Beg el Gran’.
  - قمبيز, Qambīz, ‘Cambises'.
- Comèdies:
  - الست هدى, As-sit Hudà, ‘La senyora Huda’.
  - البخيلة, Al-baẖīla, ‘L'avar’.

### Poesia i contes
- الشوقيات, Ax-xawqiyyāt, ‘Les de Shawqi’, quatre volums; poemes i rondalles en vers a l'estil de La Fontaine; també contenen elogis del kediv i نهج البردة, Nahj al-Burda, ‘Camí del Mantell [del profeta Muhàmmad]’, una apologia de Mahoma.